# 파울로 스코로파즈키
파울로 페트로비치 스코로파즈키(우크라이나어: Павло́ Петро́вич Скоропа́дський, 러시아어: Па́вел Петро́вич Скоропа́дскийй 파벨 페트로비치 스코로파츠키[*], 독일어: Paul Petrowitsch Skoropadskyj 파울 페트로비치 슈코로파츠키[*], 1873년 5월 3일 ~ 1945년 4월 26일)는 우크라이나의 카자크 귀족, 군인, 정치인이다.
러시아 제국에서 카자크 기병으로 복무해 중장까지 진급했다. 1917년 러시아 혁명 이후 우크라이나의 보수파 지도자가 되었다. 1918년 우크라이나 인민공화국에서 쿠데타를 일으켜 헤트만 작위의 부활을 선언하고 자신이 그 작위에 올랐다. 스코로파즈키의 우크라이나국 정권은 독일 제국을 등에 업고 반공주의적인 억압정치를 펼쳤으나, 총재정부의 봉기가 일어나 8달만에 쫓겨났다. 독일로 망명한 스코로파즈키는 죽을 때까지 우크라이나의 군주정 복고와 자신의 복위를 주장했으며, 후손들도 그 유지를 그대로 따랐다.

## 같이 보기
- 우크라이나국